# Marie Octavie Sturel Paigné
Marie Octavie Sturel Paigné (1819-1854) est une artiste peintre française du XIXe siècle. Elle appartient à l'École de Metz.

## Biographie
Marie Octavie Paigné naît à Metz en Moselle, le 9 mai 1819. Fille d'un officier de la Garde impériale, elle se tourne très tôt, à l'âge de seize ans, vers le dessin et la peinture.
Comme sa sœur ainée, Marie Octavie Paigné devient l'élève de Laurent-Charles Maréchal, chef de file de l'École de Metz. Elle excelle dans les pastels, où ses coloris sont d'une vigueur sans égale.
En 1845, elle épouse Alexandre Sturel, un entrepreneur messin. Elle expose au Salon de Paris entre 1844 et 1853 et obtient une médaille d'or en juillet 1853. Sa carrière est alors à son zénith, et l'impératrice Eugénie lui commande, pour sa chambre personnelle du palais de Saint-Cloud, quatre grands médaillons ornés de roses trémières. Alors qu'elle est âgée de 34 ans seulement, Marie Octavie Paigné décède le 13 janvier 1854, après avoir mis au monde son deuxième enfant.

## Œuvre
Marie Octavie Paigné laisse environ 130 tableaux et dessins. Son œuvre est composé de portraits et de natures mortes, où dominent les compositions florales.
- Fille au chapelet
- Couronne de Liserons
- Sainte Élisabeth de Hongrie
- Raisins blancs et noirs ( pastel ), musée d'art d'archéologie et de sciences naturelles de Troyes[4].

## Sources bibliographiques
- Robert Joseph Henri Scoutetten, « Notice sur Madame Sturel née Marie Octavie Paigné » in L’Austrasie, revue de Metz et de Lorraine, Pallez et Rousseau, Metz, 1854, lire en ligne sur Gallica
- André Bellard, Pléiade messine, in Mémoires de l'Académie nationale de Metz, no 59, 1966-1967.